# Provincetown (hrabstwo Barnstable)
Provincetown – jednostka osadnicza w Stanach Zjednoczonych, w stanie Massachusetts, w hrabstwie Barnstable, na półwyspie Cape Cod, nad Oceanem Atlantyckim.